# Phylloscopus nitidus
El mosquitero del Cáucaso (Phylloscopus nitidus) es una especie de ave paseriforme de la familia Phylloscopidae propia del Cáucaso y montañas aledañas.

## Descripción

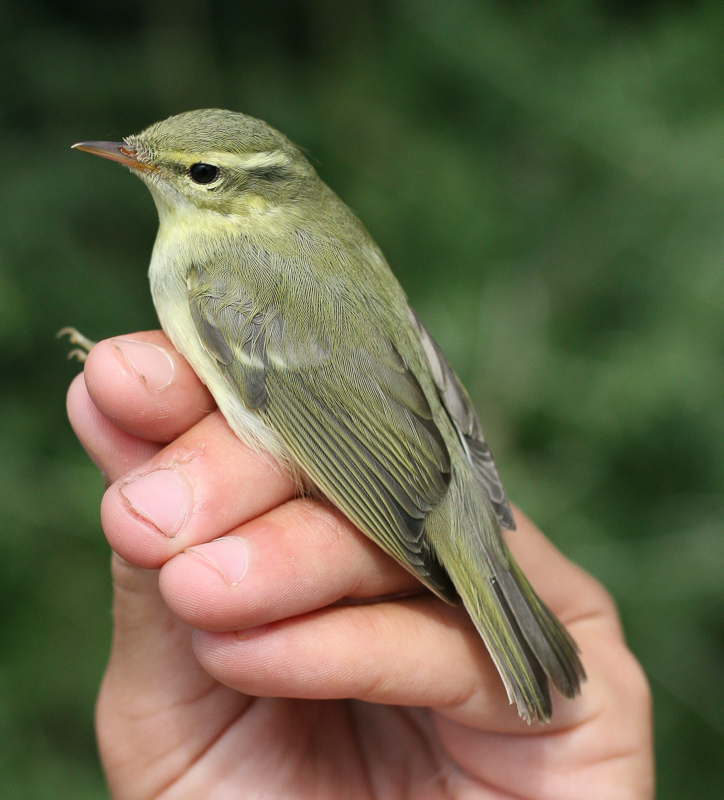
Ejemplar anillado en Georgia.

Mide alrededor de 10,5 cm de largo. El plumaje de sus partes superiores es de color verde oliváceo. Sus largas listas superciliares, mejillas, garganta y pecho son de color amarillo claro, mientras que el resto de partes inferiores son de color blanquecino. Presenta finas listas blanquecinas en las alas.

## Distribución
El mosquitero del Cáucaso es un pájaro migratorio que cría en las montañas del Cáucaso y los montes que circundan el sur del mar Caspio y el mar Negro, y pasa el invierno en los Ghats occidentales y Ceilán.